# Auxențiu Vărzărescu
Auxențiu Vărzărescu (ortografiat în latină Oxendius Verzellescus, în armeană Օշենտիոս Վըրզարեան - Oshendios Varzaryan, în maghiară Verzár Oxendius) (n. 1655, Botoșani — d. 10 martie 1715, Viena) a fost primul episcop catolic de rit armean de Gherla.

## Biografie
Auxențiu Vărzărescu s-a născut în anul 1655 în orașul Botoșani. A fost preot armean apostolic, venind la Bistrița împreună cu armenii din Moldova.
Pe la 1670 a fost la Roma, unde a și studiat și a fost numit episcop al armenilor din Ardeal. Între 1672 și 1686 a întreprins unirea bisericească cu Roma a armenilor din Ardeal. În anul 1687 a fost hirotonit (consacrat) întru episcopat de episcopul armeano-catolic din Liov.
Cu aurul armenilor ardeleni a plecat la Viena, pentru a cumpăra un domeniu pe care să se poată stabili armenii, pentru a-și construi un oraș. Astfel a luat naștere orașul Armenopolis (Gherla), unde Auxențiu a păstorit timp de aproape doisprezece ani.
În 1712 s-a stabilit la Viena, unde a murit la 10 martie 1715.